# Mitterer-Heimalm
Die Mitterer-Heimalm (auch Mittererheimalm und Mitter-Heimalm) ist eine Alm in der Gemeinde Dorfgastein im österreichischen Bundesland Salzburg.

## Lage und Charakteristik
Die Mitterer-Heimalm erstreckt sich an den südlichen Berghängen des Urkübls in der Ankogelgruppe. Sie liegt in der Ortschaft Maierhofen und in der Katastralgemeinde Klammstein. Sie ist dem Mitterergut in Bergl zugehörig. Das Gelände fällt Richtung Südwesten in das Tal des Kranzlgrabens ab, eines rechtsseitigen Nebenbachs der Gasteiner Ache. Auf der Alm befinden sich mehrere Kleinseggenriede. Beim angrenzenden Schluchtwald des Kranzlgrabens handelt es sich um einen ökologisch und landschaftsästhetisch bedeutenden Ahorn-Eschen-Edellaubwald.
Die Alm wird für Galtvieh genutzt. Der Mitterer-Heimalm und weiteren Heimalmen wie der Rieser-Heimalm und der Thorbauern-Heimalm dienen die Maierhoferalmen als gemeinschaftliche Hochalm. Die Mitterer-Heimalm ist Teil des Jagdgebiets Dorfgastein Nordost.

## Geschichte
Im von 1823 bis 1830 erstellten Franziszeischen Kataster befindet sich in der Gegend der Alm eine Flur namens Vorderberg mit mehreren kleinen Gebäuden. Die Almhütte der Mitterer-Heimalm brannte am 23. Juni 2013 vollständig nieder. Die Brandursache war ein Defekt im Bereich des Ofens gewesen.